# Itaunja
Itaunja é uma cidade e uma nagar panchayat no distrito de Lucknow, no estado indiano de Uttar Pradesh.

## Geografia
Itaunja está localizada a 27° 05′ N, 80° 55′ L. Tem uma altitude média de 124 metros (406 pés).

## Demografia
Segundo o censo de 2001, Itaunja tinha uma população de 6249 habitantes. Os indivíduos do sexo masculino constituem 54% da população e os do sexo feminino 46%. Itaunja tem uma taxa de literacia de 61%, superior à média nacional de 59.5%: a literacia no sexo masculino é de 66% e no sexo feminino é de 54%. Em Itaunja, 15% da população está abaixo dos 6 anos de idade.